# O Estrondo
O Estrondo é um filme português de comédia de 2012, escrito por Alexandre Santos e realizado por Rúben Ferreira da Dark Studios. O filme alcançou em menos de dois meses um milhão de visualizações no YouTube, algo que demonstra o sucesso do filme. Em fevereiro de 2013, teve a sua primeira sequela, O Estrondo II.

## Enredo
O filme retrata uma aventura na vida de jovens portugueses (intitulados pelo autor como "gunas") e demonstra o uso de estupefacientes de uma forma cómica. A droga de eleição dos personagens do filme são cereais "Chocapitos" dos supermercados Lidl.

## Elenco
- Alexandre Santos
- José Marques como Zé da Branca
- Rui Mendes
- Bruno Ferreira
- Tiago Graça
- Carlos Azevedo
- Miguel Neves
- Pedro Faria